# Колесников, Дмитрий Емельянович
Дмитрий Емельянович Колесников (24 октября 1901 года — 17 января 1965 года) — советский военачальник, генерал-майор, участник Гражданской войны в Испании и Великой Отечественной войны.

## Биография
Дмитрий Емельянович Колесников родился 24 октября 1901 года в селе Алексеевка (ныне — Великоновосёлковский район Донецкой области Украины). В 1921 году был призван на службу в Рабоче-Крестьянскую Красную Армию. Участвовал в Гражданской войне в Испании, будучи политработником при Генеральном военном комиссариате армии Испанской Республики. Вернувшись в СССР, служил в различных кавалерийских частях, был военкомом 13-й Донской казачьей кавалерийской дивизии, затем военкомом, заместителем по политической части 5-го кавалерийского корпуса. В марте 1941 года назначен на должность члена Военного совета 26-й армии. В этой должности он встретил начало Великой Отечественной войны.
С первого дня Великой Отечественной войны — на её фронтах. В течение трёх недель был членом Военного совета 28-й армии, а 23 ноября 1941 года занимал должность члена Военного совета 1-й ударной армии. Участвовал в Демянских операциях 1942 и 1943 годов, Старорусской операции, операции по окончательному снятию блокады Ленинграда, освобождении Псковщины и Прибалтики.
В послевоенное время продолжал службу в Советской Армии, занимал ответственные должности в Закавказском военном округе, затем в центральном аппарате Министерства обороны СССР. В январе 1950 года Колесников был уволен в запас. Умер 17 января 1965 года, похоронен в колумбарии Новодевичьего кладбища Москвы.

## Награды
- Орден Ленина (6 мая 1946 года);
- 2 ордена Красного Знамени (2 января 1942 года, 3 ноября 1944 года);
- Орден Суворова 2-й степени (23 августа 1944 года);
- Орден Кутузова 2-й степени (29 июня 1945 года);
- Орден Отечественной войны 1-й степени (17 апреля 1943 года);
- Медаль «За оборону Москвы» и другие медали.